# Hemidactylus principensis
Hemidactylus principensis es una especie de gecos de la familia Gekkonidae.

## Distribución geográfica
Es endémica de la isla de Príncipe.